# Butler (Georgia)
Butler – miasto w Stanach Zjednoczonych, w stanie Georgia, w hrabstwie Taylor.